# Pénjamo
Pénjamo là một đô thị thuộc bang Guanajuato, México. Năm 2005, dân số của đô thị này là 138157 người.